# Synagoge (Avenches)

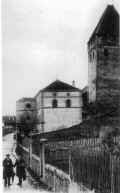
Synagoge in Avenches (1865)

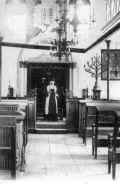
Innenansicht mit Blick zur Bima (um 1900)

Die Synagoge in Avenches, einer politischen Gemeinde im Distrikt Broye-Vully im Schweizer Kanton Waadt, wurde 1864/1865 errichtet und 1957 abgebrochen. Die Synagoge stand ausserhalb der Stadtmauern am Chemin des Terreaux.

## Geschichte und Beschreibung
Vermutlich besass die jüdische Gemeinde zunächst einen Betraum in einem Privathaus. Seit den 1850er Jahren bemühte sie sich um den Bau einer Synagoge. Im Februar 1863 schloss sie den Kaufvertrag für ein Wohnhaus ausserhalb der Stadtmauern ab, das zu einer Synagoge umgebaut wurde.
Die Synagoge mit 120 Plätzen, je 60 für Frauen und Männer, wurde am 4. August 1865 in Anwesenheit der Honoratioren durch die Rabbiner Moïse Nordmann aus Hégenheim im Elsass und Joseph Wertheimer aus Genf eingeweiht.
Im Erdgeschoss befand sich die Wohnung des Rabbiners, im ersten Obergeschoss der Betraum für Männer und im zweiten Obergeschoss die Frauenempore. Im Untergeschoss befand sich die Mikwe. Der Kubus war mit einem Walmdach gedeckt. Ein zum Hauptbau senkrecht stehender Treppentrakt erschloss alle Geschosse. Umlaufende Gurtgesimse und Eckpilaster strukturierten die Fassade. Im Inneren stand an der östlichen Seite die leicht erhöhte Bima unmittelbar vor dem Thoraschrein, der durch einen Rundbogen, auf je zwei seitlichen Halbsäulen ruhend, eingefasst war. Über dem Scheitel des Bogens standen die Gesetzestafeln.
Auf Grund der Abwanderung der meisten jüdischen Familien wurden seit den 1930er Jahren keine Gottesdienste mehr in der Synagoge abgehalten. 1950 lebten in Avenches nur noch zwei jüdische Familien. 1957 wurden das Synagogengebäude abgebrochen und das Grundstück verkauft. Die rituellen Gegenstände wurden den jüdischen Gemeinden Bern und Lausanne übergeben, wo viele ehemalige Mitglieder der jüdischen Gemeinde Avenches lebten.

## Gedenken
Im Jahr 1979 wurde ein Gedenkstein mit folgender Inschrift aufgestellt: «Hier erhob sich die Synagoge der israelitischen Gemeinschaft. Die ersten Juden liessen sich 1826 in Avenches nieder. Die Gemeinschaft zählte bis zu 250 Mitglieder und löste sich im Laufe der Jahre langsam auf. Oktober 1979.»